# NGC 1850
NGC 1850 es un cúmulo estelar en la constelación de Dorado. Después de 30 Doradus es el más brillante de los cúmulos de la Gran Nube de Magallanes. Fue descubierto por el astrónomo James Dunlop en 1826.
NGC 1850 es un cúmulo atípico, no habiendo nada parecido en la Vía Láctea. Considerado en principio un cúmulo abierto, su distribución de estrellas es la de un cúmulo globular. Sin embargo, en nuestra galaxia no existen cúmulos globulares tan jóvenes como NGC 1850.
Una inspección detallada de NGC 1850 revela dos cúmulos. El cúmulo principal, conocido como NGC 1850 A, tiene una edad de 40-50 millones de años. Abajo, a la derecha del grupo principal de estrellas,  hay un grupo más pequeño y aún más joven denominado NGC 1850 B. Este cúmulo está formado por estrellas de apenas cuatro millones de años, conteniendo estrellas T Tauri de masa pequeña en proceso de formación.
La nebulosa de emisión (N103B) asociada al cúmulo, como los restos de supernovas de nuestra galaxia, atestigua la existencia en el pasado de estrellas supermasivas de corta vida que acabaron explotando.

## Descubrimiento de agujero negro
En 2021 gracias al instrumento MUSE del VLT se detectó un agujero negro 11 veces más masivo que el sol dentro del cúmulo, destaca por ser uno de los primeros en ser encontrado en un cúmulo joven y la primera detección dinámica observando su influencia con una estrella cercana.  
"Observamos todas y cada una de las estrellas de entre ese cúmulo y, como Sherlock Holmes cuando seguía los pasos en falso de una banda criminal con su lupa, tratamos de encontrar alguna evidencia de la presencia de agujeros negros, aunque sin verlos directamente", afirma Sara Saracino, del Instituto de Investigación Astrofísica de la Universidad John Moores de Liverpool (Reino Unido).  
Otros agujeros negros se han podido encontrado en cúmulos globulares considerablemente más viejos como M15 o Mayall II.
Se espera que el futuro ELT mejoraria considerablemente la detección de agujeros negros en este tipo de cúmulos gracias a su mayor apertura y instrumentos.